# Miguel Palacios Macedo
Miguel Palacios Macedo (Tulancingo, Hidalgo, 7 de septiembre de 1898 - Ciudad de México, 16 de noviembre de 1990) fue un abogado, economista y filósofo mexicano, combinó su carrera profesional con el mundo académico. 
Fue nieto del coronel liberal Miguel Palacios, a quien Mariano Escobedo encargó la custodia de Maximiliano de Habsburgo  y que lo condujera al Cerro de las Campanas para su fusilamiento en Querétaro. Su padre, el general y galeno, José María Palacios, fue el jefe de los servicios médicos de la División del Norte de Pancho Villa y luchó valientemente en la batalla de Celaya.

## Biografía
Tras estudiar primaria en la Escuela Ponciano Arriaga, Palacios Macedo ingresó a la Escuela Nacional Preparatoria donde cursó el bachillerato. Como el gobierno de Victoriano Huerta militarizó a los estudiantes, recibió el nombramiento de sargento segundo de alumnos el 20 de julio de 1913.
Realizó sus estudios profesionales en la Escuela Nacional de Jurisprudencia, ubicada en la esquina de las calles República de Argentina y San Ildefonso en el Centro Histórico de la Ciudad de México. 
Junto con José Magro Soto, en 1917 fue premiado por haber obtenido el mejor promedio de su generación. Durante su paso por la Universidad se involucró en diversas actividades culturales y políticas, además de estudiar náhuatl. A partir de 1918, fue en dos ocasiones presidente del Congreso Local Estudiantil del Distrito Federal, cuyos estatutos redactó.
En esa etapa protagonizó una anécdota: Palacios Macedo se hizo amigo del también estudiante Narciso Bassols. Eran ideológicamente muy distintos y pronto se enemistaron. En el auditorio de la escuela, Bassols atacó públicamente a Palacios Macedo, quien contestó también verbalmente. Luego ambos se retaron a duelo con pistola. Palacios Macedo nombró sus padrinos a Manuel Gómez Morín y Luis Enrique Erro. Bassols a Bernardo Samperio y José González Herrejón. Antes de que iniciara, la novia de Bassols, Clementina Batalla, avisó a la policía, que llevó a ambos contendientes a los separos de la cárcel, los sometió a un buen regaño y los absolvió. En esos tiempos la mayoría de edad iniciaba a los 21 años de edad y ellos sólo tenían 20.
Amigo de Manuel Gómez Morín, participó con él en diversos proyectos y junto con otros estudiantes tomó parte en las actividades de los integrantes de la generación de 1915. Esta generación está insertada entre el Ateneo de la Juventud y Los Contemporáneos. No perteneció a la generación de Los Siete Sabios por ser dos años menor que ellos. El 17 de marzo de 1922 presentó su examen profesional. El título de su tesis fue: Leyes constitucionales y costumbres políticas. Sus sinodales fueron los destacados abogados Miguel Lanz Duret, Manuel Gómez Morín, Guillermo Novoa, Alejandro Quijano y Salvador Urbina.
Posteriormente, se trasladó a Francia donde se estudió economía y filosofía en la Sorbona y en la Escuela Libre de Ciencias Políticas de París, donde conoció a Agustín Loera y Chávez, gran promotor cultural, editor y escritor mexicano.

## Desarrollo profesional
En 1920, aún de estudiante, el gobierno del presidente interino Adolfo de la Huerta lo nombró vocal primero de la Junta de Vigilancia y Cárceles. Al año siguiente, cuando Álvaro Obregón llegó a la presidencia, de la Huerta fue nombrado secretario de Hacienda y Crédito Público. Encargó a Gómez Morín la revisión de las políticas bancaria y fiscal. Gómez Morín creó un seminario de estudios fiscales para estudiar la manera de dotar a los estados y municipios de su propia hacienda. Palacios Macedo lo encabezó.
En 1921 hubo que celebrar el centenario de la consumación de la independencia. Para obtener recursos, De la Huerta encargó a Gómez Morín hacer una ley que le permitiera poner un impuesto para financiarlas. Éste encargó a su vez a Palacios Macedo su redacción en una noche. El llamado impuesto del Centenario fue promulgado sin enmiendas. Gravaba el ingreso mensual de las personas físicas con cuotas que iban de 1 al 4% y se pagaba en estampillas. Asimismo, participó en la redacción de la Ley de Liquidación de los Antiguos Bancos de Emisión.
En 1922, Palacios Macedo acompañó al secretario de Hacienda a Nueva York a firmar el convenio De la Huerta-Lamont, que pactó entre el gobierno mexicano y el presidente del Comité internacional de banqueros y cabeza de la Casa Morgan, Thomas W. Lamont. Fue el inicio del pago de la deuda pública mexicana. Por encargo de Alberto Mascareñas Navarro, director gerente del Banco de México, fundó y dirigió la revista Economía, que estaba patrocinada por la Asociación de Banqueros, y que publicaba en la UNAM
Posteriormente, fue el principal asesor de Luis Montes de Oca, director general del Banco de México (1935-1940), su principal consejero y donde, en 1936, redactó la nueva Ley Orgánica del Banco de México a partir de la revisión a la emitida en 1925. En esa etapa fue autor del memorándum Orígenes y consecuencias de la inflación monetaria. Él y Montes de Oca terminaron el sexenio en rompimiento con el presidente Cárdenas por diferencias respecto al financiamiento deficitario del crecimiento económico Posteriormente, fue director del Banco de Londres y México.
En 1931 publicó su curso Organización de empresas. Fue colaborador de diversos periódicos, en particular del diario El Universal, donde en 1943 escribió un artículo que lo hizo famoso: «La corrupción política; la incuria gubernativa; esa sed de lucro turbio y fácil que devora a tantos insensatos, y que algunos espíritus perezosos tienen por signo de bonanza, siendo así que sólo conduce a una exageración monstruosa de las desigualdades sociales».

## Ámbito académico
En 1917, a raíz de que Antonio Caso fundó la Preparatoria Libre, impartió en ella la cátedra de Historia americana.
Luego de sus estudios en París, regresó a México en 1929. Paralelamente a sus actividades profesionales, dio principio a su larga carrera académica. Durante años inició sus clases con la misma expresión: «Decíamos ayer...».
Participó en la Facultad de Derecho y Ciencias Sociales en la creación de un espacio dedicado a los estudios económicos, donde también impartió clases,  llamado Academia de Economía y Ciencias Políticas. Fue catedrático de Economía política y Derecho constitucional. En 1932-1933 fue miembro del Consejo Universitario de la UNAM.
Palacios Macedo formó parte del grupo de fundadores de la Escuela Bancaria y Comercial, donde impartió, entre otras, las materias Moneda, Crédito y Teoría económica superior. “En 1931 la institución publicó su curso Organización de empresas que formó parte de la Biblioteca de la Escuela Bancaria y del primer corpus de obras académicas creadas por la institución.”
Asimismo, fue catedrático en Instituto Tecnológico Autónomo de México (ITAM), donde impartió la clase de Introducción a la Economía y en donde tuvo alumnos destacados, como Pablo Aveleyra Arroyo de Anda, Alberto Baillères González, Miguel Mancera Aguayo,  Eugenio Minvielle Zamudio y Gustavo Petricioli Iturbide, entre otros.

## Expresiones sobre Palacios Macedo
- Antonio Armendáriz, era «…el economista de más sólida doctrina que hay en México y uno de los juristas que entienden el Derecho y no solamente lo repiten».[1]

- Narciso Bassols: «duro y batallador.»[14]

- Daniel Cosío Villegas: «sistemático y lejano.»[14]

- Luis Enrique Erro: «brillante y disperso por su insaciable espíritu de aventura.»[14]

- Manuel Gómez Morín: «lúcido y perfeccionista implacable.»[14]

- Miguel Mancera Aguayo: «El primer economista moderno de México.»[15]

En homenaje a su memoria, el Auditorio de la Escuela Bancaria y Comercial, y un área especializada de la Biblioteca del Instituto Tecnológico Autónomo de México, llevan su nombre.

## Familia
Miguel Palacios Macedo fue hermano de José María Palacios Macedo (1896-1965), médico cirujano, director de la Facultad de Ciencias Médicas y Biológicas (hoy Facultad de Medicina) de la Universidad Nacional Autónoma de México.